# RS-тригер
Двовходовий асинхронний RS-тригер — це тригер з прямими (такими, що реагують на наявність 1) й інверсними (такими, що реагують на наявність 0) входами.
Умовне позначення RS-тригера наведено на рис.1.

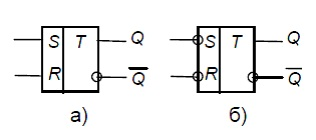
Рисунок 1 — Умовні позначення RS-тригера з прямими (а) й інверсними (б) входами

Свою назву RS-тригер одержав від перших літер англійських слів set — встановлювати (S) та reset — скидати (R).
S — інформаційний вхід призначений для установлення тригера в одиничний стан (Q = 1), а R — вхід призначений для повернення тригера у нульовий стан (Q = 0).

## Таблиці переходів
Роботу тригерів описують відповідні таблиці переходів, наведені в табл.1.

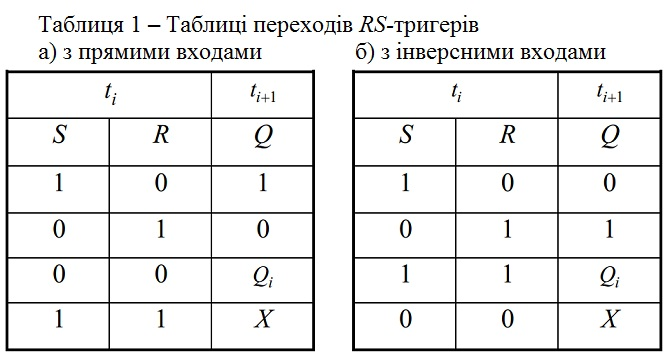

## Схемна реалізація
Схеми таких RS-тригерів, побудованих на елементах І-НІ та АБО-НІ, зображені на рис.2.

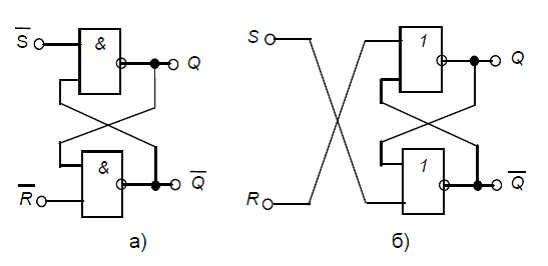
Рисунок 2 — RS-тригер з інверсними входами на елементах І-НІ (а) та з прямими входами на елементах АБО-НІ (б)

Схема і умовне позначення синхронного RS-тригера з прямими входами, побудованого на елементах І-НІ, наведені на рис. 3.

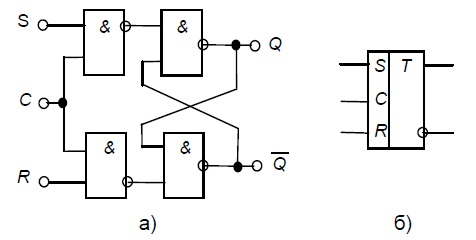
Рисунок 3 — Синхронний RS-тригер

Необхідно зазначити, що тактові входи бувають потенціальні прямі, як у цьому випадку (тригер змінює свій стан при надходженні сигналу 1 на вхід С), та інверсні (тригер змінює стан при надходженні сигналу 0), або імпульсні, також прямі й інверсні (коли тригер змінює свій стан при зміні сигналу на тактовому вході з 0 на 1 або з 1 на 0 відповідно).